# Zwingen
Zwingen és un municipi del cantó de Basilea-Camp (Suïssa), situat al districte de Laufen.

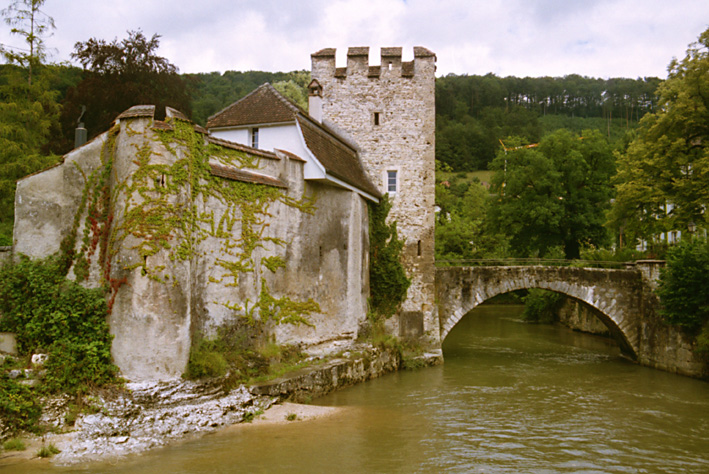
Castell de Zwingen